# Alexandre Roland-Gosselin
Pour les articles homonymes, voir Famille Roland-Gosselin, Roland-Gosselin (homonymie), Roland (homonymie) et Gosselin.
Alexandre Roland-Gosselin, né le 12 avril 1786 à Rouen et mort le 21 juin 1866, est un financier français, agent de change à Paris.

## Biographie
Alexandre-Roland Gosselin naquit à Rouen le 12 avril 1786 du négociant Jean-Baptiste Roland Gosselin et de Marie Louise de Sinçay. Très jeune il entre dans une charge d'agent de change à Paris, chez Jacques Lacaze, auquel il succédera le 14 avril 1819, à l'âge de 33 ans. Homme intègre et rigoureux il s'attira rapidement le respect de sa clientèle. La fortune qu'il put accumuler et son train de vie en sont l'illustration.
C'est dans son hôtel particulier de la rue de Tivoli (actuellement rue d'Athènes) que cet homme du monde, aimait donner des réceptions où se pressait la société la plus recherchée de Paris.
Alexandre-Roland était connu dans les affaires sous le nom de « Roland Gosselin ». En France, le statut d'agent de change remontait à 1802 au tout début de l'histoire boursière ; il assurait aux titulaires la qualité d'officiers ministériels, un numerus clausus comparable à celui des notaires ou des huissiers, et le monopole des transactions de bourse. Ce numerus clausus est durci par l'ordonnance du 2 mai 1916, qui ramène le nombre de charges de 100 à 60, cessibles et cautionnées à au moins 125 000 francs contre 60 000 avant. 
Il acquiert le château de la Petite Roseraie à Châtenay-Malabry en 1829, et fait agrandir le parc, rachetant les terres et propriétés avoisinantes, n’hésitant pas en 1853 à démolir la maison Arouet, maison natale de Voltaire. Cette maison, ancienne propriété de la comtesse de Boigne était chargée d'histoire. Sous le gouvernement de Juillet, hommes politiques, gens de lettres (dont Chateaubriand) y furent reçus, ainsi que Louis-Philippe Ier puis l'empereur Napoléon III.
Méfiant à l'égard de la politique nationale et du changement fréquent de régime, Alexandre Roland-Gosselin avait fait le choix du juste milieu en ne versant dans aucun extrémisme. Il fut cependant conseiller municipal de Châtenay-Malabry et fit profiter la ville de sa richesse en faisant construire sur un de ses terrains une école communale de filles.

## Distinction
- Chevalier de la Légion d'honneur (9 aout 1870)[2]

## Héritage
Il avait épousé sa cousine Honorine Ernestine Martin, fille de Jean-Baptiste Martin de l'Ormerie et de Louise Eugénie Honorine de Sinçay. Leur fils, Gustave Roland-Gosselin (1818-1861), juge au tribunal civil de Versailles, épouse la fille du ministre Nicolas Martin du Nord.
Sa petite-fille, Marie (Marie-Alexandrine-Adèle) Roland-Gosselin, née le 8 août 1851 à Paris, était sa seule héritière.
Ne s'étant jamais marié et n'ayant jamais eu d'enfant, elle utilisa la fortune de son père dans un but d'action sociale, construisant hôpitaux, chapelles et orphelinats.
Les neveux d'Alexandre Roland Gosselin lui ont succédé à sa charge d'agent de change, et ont repris son nom, donnant naissance à la famille Roland-Gosselin.

## Sources
- Alain Plessis, La Banque de France et ses deux cents actionnaires sous le Second Empire, Droz, 1982  (ISBN 9782600039833).
- Philippe Barbet, Les Roland-Gosselin, cinq siècles de souvenirs, Bagatelle, 2003.